# Christian Orlainsky
Christian Orlainsky, né le 17 février 1962 à Tschagguns, est un ancien skieur alpin autrichien.

## Jeux olympiques d'hiver
| Épreuve / Édition | Lake Placid 1980 |
| Géant             | 13e              |

## Championnats du monde
| Épreuve / Édition | Schladming 1982 |
| Géant             | 15e             |

## Coupe du monde
- Meilleur résultat au classement général : 10e en 1981
  - 1 victoire : 1 géant

### Différents classements en Coupe du monde
| Année/Classement | Année/Classement | Général | Général | Slalom | Slalom | Géant  | Géant  | Combiné | Combiné |
| ---------------- | ---------------- | ------- | ------- | ------ | ------ | ------ | ------ | ------- | ------- |
| Année/Classement | Année/Classement | Class.  | Points  | Class. | Points | Class. | Points | Class.  | Points  |
| 1979             | 1979             | 25e     | 58      | 11e    | 52     | 33e    | 6      | -       | -       |
| 1980             | 1980             | 17e     | 61      | 6e     | 55     | 23e    | 13     | -       | -       |
| 1981             | 1981             | 10e     | 105     | 13e    | 44     | 6e     | 61     | -       | -       |
| 1982             | 1982             | 27e     | 48      | 12e    | 33     | 22e    | 15     | -       | -       |
| 1983             | 1983             | 15e     | 99      | 10e    | 62     | 23e    | 17     | 11e     | 20      |
| 1984             | 1984             | 55e     | 23      | 28e    | 12     | 27e    | 11     | -       | -       |
| 1985             | 1985             | 97e     | 4       | 49e    | 4      | -      | -      | -       | -       |
| 1986             | 1986             | 59e     | 15      | 20e    | 15     | -      | -      | -       | -       |
| 1987             | 1987             | 52e     | 20      | 18e    | 20     | -      | -      | -       | -       |

### Détail des victoires
| Saison / Épreuve | Géant        | Total |
| 1981             | Ebnat-Kappel | 1     |
| Total            | 1            | 1     |

## Arlberg-Kandahar
- Meilleur résultat : 3e place dans le slalom 1980 à Chamonix